# Is moord kinderspel?
Is moord kinderspel?  is een detective- en misdaadverhaal geschreven door Agatha Christie. Het werk verscheen initieel op 5 juni 1939 onder de titel Murder is Easy en werd uitgegeven door de Britse Collins Crime Club. In de Verenigde Staten werd het werk in september 1939 uitgegeven door Dodd, Mead and Company onder de titel Easy to kill. In 1947 bracht het Amerikaanse Avon Books het werk opnieuw uit onder de titel A Holiday for Murder. Een eerste Nederlandstalige versie verscheen in 1941. In 1964 kwam een tweede Nederlandstalige versie op de markt onder de titel Moord is kinderspel.

## Verhaal
Luke Fitzwilliam, recent teruggekeerd uit de kolonieën, zit op de trein. Een van de andere passagiers is Lavinia Pinkerton. Zij is op weg naar Scotland Yard omdat ze van mening is dat in haar stadje een seriemoordenaar al drie moorden heeft gepleegd. Verder is ze zeker dat John Humbleby het volgende slachtoffer is.
Luke geeft niet al te veel aandacht tot wanneer blijkt dat Lavinia omkwam tijdens een vluchtmisdrijf en John stierf naar aanleiding van bloedvergiftiging. Luke gaat naar het betreffende stadje, maar volgens de bewoners zijn de slachtoffers gestorven zonder kwaad opzet: Amy Gibbs stierf nadat ze zich in het donker van fles vergiste en daardoor verf innam in plaats van hoestsiroop. Tommy Pierce viel van het dak van de bibliotheek terwijl hij de ramen poetste. Harry Carter viel dronken van de brug en verdronk. John had zichzelf gesneden en de wonde niet goed verzorgd. Lydia Horton stierf naar aanleiding van acute gastritis.
Later op de dag wordt het levensloze lichaam van Rivers gevonden, de chauffeur van Whitfield. Zijn schedel is doorboord met een stenen decoratieve denappel. Volgens de streng gelovige Whitfield straft God iedereen die Whitfield onrespectvol behandeld: mevrouw Horton had ruzie met Whitfield, Tommy Pierce maakte spotprenten van hem, Harry Carter schold hem uit, Amy Gibbs was brutaal, Humbleby was het niet eens over de watertoevoer naar het stadje en Rivers gebruikte zijn auto zonder toestemming en behandelde hem nadien onrespectvol. Whitfield voorspelt dat Luke en Bridget de volgende slachtoffers zullen zijn.
Luke vermoedt dat Whitfield de moordenaar is. Ook mevrouw Honoria Waynflete heeft eenzelfde mening. Zij was ooit verloofd met Whitfield, maar verbrak de verloving nadat Whitfield in een driftbui haar kanaries vermoordde en er kennelijk plezier in had.
Luke overhaalt Bridget om niet langer te verblijven in het huis van Whitfield en zij trekt daarom in bij Honoria. Tijdens een boswandeling verklaart Honoria dat zij de seriemoordenaar is. Zij vermoordde destijds de kanaries nadat ze een beet van hen kreeg waarop Gordon de verloving afbrak. Nu is ze uit op wraak en wil iedereen vermoorden die Gordon op gelijk welke wijze pijn doet. Daarbij zorgt ze voor valse bewijzen zodat alle sporen uiteindelijk naar Whitfield zouden leiden. Zo vergiftigde ze het fruit van Lydia Horton, verwisselde de flessen van Amy, duwde Carter van de brug en duwde Tommy Pierce te pletter.
Mevrouw Pinkerton realiseerde dat Honoria de moordenaar was. Daarom achtervolgde Honoria haar tot in Londen en duwde haar onder een aankomende auto. Ze sneed, zo gezegd per toeval, met een schaar in de hand van dokter Humbleby. Ze stond er op om de wonde te verzorgen, maar deed een windel met kattenoorsmeersel rond de wonde waardoor hij een bloedvergiftiging opliep. Honoria verklaart daarop dat ze gif in de thee van Bridget heeft gedaan en dat ze nu een mes bijheeft met de vingerafdrukken van Whitfield. Wat ze niet wist, is dat Bridget niet van de vergiftigde thee heeft gedronken. Er ontstaat een gevecht. Luke komt ook te weten dat Honoria de dader is en gaat hen zoeken in het bos. Hij komt net op tijd en kan Honoria overmeesteren terwijl zij de keel van Bridget tracht over te snijden.

## Bewerkingen
- In 1982 werd van het verhaal een Amerikaanse televisiefilm gemaakt met in de hoofdrollen Bill Bixby (Luke), Lesley-Anne Down (Bridget), Olivia de Havilland (Honoria) en Helen Hayes (Lavinia). In 1993 werd door Clive Exton een toneelversie gemaakt.

- In 2008 werd het verhaal gebruikt voor een aflevering van Agatha Christie's Marple met enkele aanpassingen waaronder:
  - Miss Marple, en niet Luke, ontmoet Lavinia Pinkerton op de trein.
  - Pinkerton komt om nadat ze van een roltrap valt.
  - Het eerste slachtoffer is de dominee dewelke een giftig gas inademt. Een andere oudere dame komt te sterven nadat haar maaltijd wordt vergiftigd.
  - Miss Marple ontmoet Luke Fitzwilliam in het dorp. Luke is niet op pensioen, maar een actieve politie-inspecteur. Beiden beslissen om samen te werken.
  - Gordon Whitfield en Giles Ellsworthy komen niet in het verhaal voor. Honoria Waynflete is een mentaal onstabiele veel jongere vrouw.
  - Er is een subplot betreffende de dood van Honoria's broer die wellicht omwille van politieke redenen gechanteerd werd.
  - Er is een subplot betreffende een Amerikaanse vrouw die in het stadje op zoek is naar haar natuurlijke ouders.
  - Honoria werd op jonge leeftijd verkracht door haar dronken broer. Zij vermoordde haar broer. Haar baby legde ze in een mandje in de rivier. De Amerikaanse vrouw is meer dan waarschijnlijk haar dochter. Omdat niemand iets over Honoria haar verleden mag weten, vermoordde ze iedereen die te veel wist inclusief haar eigen dochter.

- In december 2023 zond de BBC een tweedelige verfilming van het verhaal uit met in de hoofdrollen David Jonsson (Luke Fitzwilliam), Morfydd Clark (Bridget Conway), Sinead Matthews (Honoria Waynflete) en Penelope Wilton (Lavinia Pinkerton).